# Радимов
Радимов (слч. Radimov) насељено је мјесто са административним статусом сеоске општине (слч. obec) у округу Скалица, у Трнавском крају, Словачка Република.

## Становништво
| Година:    | 1994. | 2004.   | 2014.   | 2024.    |
| ---------- | ----- | ------- | ------- | -------- |
| Број људи: | 591   | 576     | 574     | 507      |
| Разлика:   |       | -2,53 % | -0,34 % | -11,67 % |

| Година:    | 2023. | 2024.   |
| ---------- | ----- | ------- |
| Број људи: | 493   | 507     |
| Разлика:   |       | +2,83 % |

Према подацима о броју становника из 2024. године насеље је имало 507 становника.